# Soul to Soul (film 1913)
Soul to Soul è un cortometraggio muto del 1913. Il nome del regista non viene riportato nei titoli.

## Produzione
Prodotto dalla Eclair American.

## Distribuzione
Il film - un cortometraggio in due bobine - uscì nelle sale cinematografiche USA il 30 luglio 1913, distribuito dall'Universal Film Manufacturing Company.